# 数码天空

数码天空平台的标志

数码天空（英語：D-SKY）是台湾侑玮卫星通讯（Cosatech）经营的一个卫星电视平台。

## 概况
1994年，侑玮卫星通讯登記成立，提供包括SNG轉播車租用業務在内的多种卫星电视业务。其旗下的数码天空平台于2005年正式开通。目前数码天空平台转播数十套台湾、中国大陆、港澳和海外电视台节目（除少数新闻及宗教频道外全部加密播出），通过定位于东经138度的亚太5号卫星向亚太地区传输，用户只需安装直径45cm以上的卫星天线即可接收到节目信号。